# Список памятных монет СССР (1980-е)
| полный                                               | 1960-е | 1970-е | 1980-е | 1990—1991 | 1992—… |
| • подстраницы • используемые шаблоны • править шапку |        |        |        |           |        |

| День выпуска     | Каталожный номер | Тираж и качество                                   | Номинал (в рублях) | Металл                 | Название                                                                                               | Аверс           | Реверс           |
| ---------------- | ---------------- | -------------------------------------------------- | ------------------ | ---------------------- | --- | --------------- | ---------------- |
| 1980             | 3009-0010        | 5 000 000 — Обычное исполнение 509 500 — Пруф-лайк | 1                  | медно- никелевый сплав | Города и спортивные сооружения XXII Олимпийских игр: Памятник князю Юрию Долгорукому в Москве          | Аверс 3009-0010 | Реверс 3009-0010 |
| 1980             | 3009-0011        | 5 000 000 — Обычное исполнение 509 500 — Пруф-лайк | 1                  | медно- никелевый сплав | Символика XXII Олимпийских игр в Москве: Олимпийский факел в Москве                                    | Аверс 3009-0011 | Реверс 3009-0011 |
| 1980             | 3112-0021        | 126 022 — бриллиант-анциркулейтед                  | 5                  | серебро                | Олимпийские виды спорта: Стрельба из лука                                                              | Аверс 3112-0021 | Реверс 3112-0021 |
| 1980             | 3112-0022        | 95 420 — Пруф                                      | 5                  | серебро                | Олимпийские виды спорта: Стрельба из лука                                                              | Аверс 3112-0022 | Реверс 3112-0022 |
| 1980             | 3112-0023        | 126 022 — бриллиант-анциркулейтед                  | 5                  | серебро                | Олимпийские виды спорта: Спортивная гимнастика                                                         | Аверс 3112-0023 | Реверс 3112-0023 |
| 1980             | 3112-0024        | 95 420 — Пруф                                      | 5                  | серебро                | Олимпийские виды спорта: Спортивная гимнастика                                                         | Аверс 3112-0024 | Реверс 3112-0024 |
| 1980             | 3112-0025        | 126 220 — бриллиант-анциркулейтед                  | 5                  | серебро                | Национальные виды спорта: Исинди                                                                       | Аверс 3112-0025 | Реверс 3112-0025 |
| 1980             | 3112-0026        | 95 520 — Пруф                                      | 5                  | серебро                | Национальные виды спорта: Исинди                                                                       | Аверс 3112-0026 | Реверс 3112-0026 |
| 1980             | 3112-0027        | 126 220 — бриллиант-анциркулейтед                  | 5                  | серебро                | Национальные виды спорта: Городки                                                                      | Аверс 3112-0027 | Реверс 3112-0027 |
| 1980             | 3112-0028        | 95 520 — Пруф                                      | 5                  | серебро                | Национальные виды спорта: Городки                                                                      | Аверс 3112-0028 | Реверс 3112-0028 |
| 1980             | 3114-0023        | 126 220 — бриллиант-анциркулейтед                  | 10                 | серебро                | Национальные виды спорта: Танец Орла и Хуреш                                                           | Аверс 3114-0023 | Реверс 3114-0023 |
| 1980             | 3114-0024        | 95 420 — Пруф                                      | 10                 | серебро                | Национальные виды спорта: Танец Орла и Хуреш                                                           | Аверс 3114-0024 | Реверс 3114-0024 |
| 1980             | 3114-0025        | 126 220 — бриллиант-анциркулейтед                  | 10                 | серебро                | История олимпийских игр: Перетягивание каната                                                          | Аверс 3114-0025 | Реверс 3114-0025 |
| 1980             | 3114-0026        | 95 420 — Пруф                                      | 10                 | серебро                | История олимпийских игр: Перетягивание каната                                                          | Аверс 3114-0026 | Реверс 3114-0026 |
| 1980             | 3114-0027        | 126 220 — бриллиант-анциркулейтед                  | 10                 | серебро                | Национальные виды спорта: Гонки на оленях                                                              | Аверс 3114-0027 | Реверс 3114-0027 |
| 1980             | 3114-0028        | 95 420 — Пруф                                      | 10                 | серебро                | Национальные виды спорта: Гонки на оленях                                                              | Аверс 3114-0028 | Реверс 3114-0028 |
| 1980             | 3217-0011        | 24 620 — бриллиант-анциркулейтед                   | 100                | золото                 | Символика XXII Олимпийских игр в Москве: Олимпийский огонь в Москве                                    | Аверс 3217-0011 | Реверс 3217-0011 |
| 1980             | 3217-0012        | 27 820 — Пруф                                      | 100                | золото                 | Символика XXII Олимпийских игр в Москве: Олимпийский огонь в Москве                                    | Аверс 3217-0012 | Реверс 3217-0012 |
| 1980             | 3318-0009        | 7 820 — бриллиант-анциркулейтед                    | 150                | платина                | История олимпийских игр: Древние бегуны                                                                | Аверс 3318-0009 | Реверс 3318-0009 |
| 1980             | 3318-0010        | 12 870 — Пруф                                      | 150                | платина                | История олимпийских игр: Древние бегуны                                                                | Аверс 3318-0010 | Реверс 3318-0010 |
| 10 апреля 1981   | 3009-0012        | 4 000 000 — Обычное исполнение 38 000 — Пруф-лайк  | 1                  | медно- никелевый сплав | 20-летие первого полёта человека в космос — гражданина СССР Ю.А. Гагарина                              | Аверс 3009-0012 | Реверс 3009-0012 |
| 1 июля 1981      | 3009-0013        | 2 000 000 — Обычное исполнение 16 000 — Пруф-лайк  | 1                  | медно- никелевый сплав | Советско-болгарская дружба                                                                             | Аверс 3009-0013 | Реверс 3009-0013 |
| 1 декабря 1982   | 3009-0014        | 2 000 000 — Обычное исполнение 79 000 — Пруф-лайк  | 1                  | медно- никелевый сплав | 60 лет СССР                                                                                            | Аверс 3009-0014 | Реверс 3009-0014 |
| 29 марта 1983    | 3009-0015        | 2 000 000 - Обычное исполнение 79 000 —            | 1                  | медно- никелевый сплав | 165 лет со дня рождения и 100 лет со дня смерти Карла Маркса                                           | Аверс 3009-0015 | Реверс 3009-0015 |
| 16 июня 1983     | 3009-0016        | 2 000 000 - Обычное исполнение 55 000 —            | 1                  | медно- никелевый сплав | 20 лет со дня полёта первой женщины-космонавта — В.В. Терешковой                                       | Аверс 3009-0016 | Реверс 3009-0016 |
| 3 января 1983    | 3009-0017        | 2 000 000 - Обычное исполнение 35 000 —            | 1                  | медно- никелевый сплав | 400 лет со дня смерти Ивана Федорова                                                                   | Аверс 3009-0017 | Реверс 3009-0017 |
| 8 февраля 1984   | 3009-0018        | 2 000 000 - Обычное исполнение 35 000 —            | 1                  | медно- никелевый сплав | 150 лет со дня рождения Д. И. Менделеева                                                               | Аверс 3009-0018 | Реверс 3009-0018 |
| 16 марта 1984    | 3009-0019        | 2 000 000 - Обычное исполнение 35 000 —            | 1                  | медно- никелевый сплав | 125 лет со дня рождения А. С. Попова                                                                   | Аверс 3009-0019 | Реверс 3009-0019 |
| 6 июня 1984      | 3009-0020        | 2 000 000 - Обычное исполнение 35 000 —            | 1                  | медно- никелевый сплав | 185 лет со дня рождения А. С. Пушкина                                                                  | Аверс 3009-0020 | Реверс 3009-0020 |
| 18 апреля 1985   | 3009-0021        | 2 000 000 - Обычное исполнение 40 000 —            | 1                  | медно- никелевый сплав | 115 лет со дня рождения В. И. Ленина                                                                   | Аверс 3009-0021 | Реверс 3009-0021 |
| 23 апреля 1985   | 3009-0022        | 6 000 000 - Обычное исполнение 40 000 —            | 1                  | медно- никелевый сплав | 40 лет Победы в Великой Отечественной войне                                                            | Аверс 3009-0022 | Реверс 3009-0022 |
| 25 июня 1985     | 3009-0023        | 6 000 000 - Обычное исполнение 40 000 —            | 1                  | медно- никелевый сплав | XII Всемирный фестиваль молодёжи и студентов                                                           | Аверс 3009-0023 | Реверс 3009-0023 |
| 28 ноября 1985   | 3009-0024        | 2 000 000 - Обычное исполнение 40 000 —            | 1                  | медно- никелевый сплав | 165 лет со дня рождения Ф. Энгельса                                                                    | Аверс 3009-0024 | Реверс 3009-0024 |
| 18 марта 1986    | 3009-0025        | 4 000 000 - Обычное исполнение 45 000 —            | 1                  | медно- никелевый сплав | Международный год мира                                                                                 | Аверс 3009-0025 | Реверс 3009-0025 |
| 19 ноября 1986   | 3009-0026        | 2 000 000 - Обычное исполнение 35 000 —            | 1                  | медно- никелевый сплав | 275 лет со дня рождения М. В. Ломоносова                                                               | Аверс 3009-0026 | Реверс 3009-0026 |
| 7 сентября 1987  | 3009-0027        | 4 000 000 - Обычное исполнение 220 000 —           | 1                  | медно- никелевый сплав | 175-летие со дня Бородинского сражения: Памятник Кутузову                                              | Аверс 3009-0027 | Реверс 3009-0027 |
| 7 сентября 1987  | 3009-0028        | 4 000 000 - Обычное исполнение 220 000 —           | 1                  | медно- никелевый сплав | 175-летие со дня Бородинского сражения: Бородинская панорама                                           | Аверс 3009-0028 | Реверс 3009-0028 |
| 17 августа 1987  | 3009-0029        | 4 000 000 - Обычное исполнение 170 000 —           | 1                  | медно- никелевый сплав | 130 лет со дня рождения К. Э. Циолковского                                                             | Аверс 3009-0029 | Реверс 3009-0029 |
| 20 октября 1987  | 3009-0030        | 4 000 000 - Обычное исполнение 200 000 —           | 1                  | медно- никелевый сплав | 70 лет Великой Октябрьской социалистической революции                                                  | Аверс 3009-0030 | Реверс 3009-0030 |
| 20 октября 1987  | 3011-0001        | 2 500 000 - Обычное исполнение 200 000 —           | 3                  | медно- никелевый сплав | 70 лет Великой Октябрьской социалистической революции                                                  | Аверс 3011-0001 | Реверс 3011-0001 |
| 20 октября 1987  | 3012-0001        | 1 500 000 - Обычное исполнение 200 000 —           | 5                  | медно- никелевый сплав | 70 лет Великой Октябрьской социалистической революции                                                  | Аверс 3012-0001 | Реверс 3012-0001 |
| 23 марта 1988    | 3009-0031        | 4 000 000 - Обычное исполнение 225 000 —           | 1                  | медно- никелевый сплав | 120 лет со дня рождения А. М. Горького                                                                 | Аверс 3009-0031 | Реверс 3009-0031 |
| 6 сентября 1988  | 3009-0032        | 4 000 000 - Обычное исполнение 225 000 —           | 1                  | медно- никелевый сплав | 160 лет со дня рождения Л. Н. Толстого                                                                 | Аверс 3009-0032 | Реверс 3009-0032 |
| 12 октября 1988  | 3012-0002        | 2 000 000 - Обычное исполнение 325 000 —           | 5                  | медно- никелевый сплав | Памятник Петру Первому в Ленинграде                                                                    | Аверс 3012-0002 | Реверс 3012-0002 |
| 12 октября 1988  | 3012-0003        | 2 000 000 - Обычное исполнение 325 000 —           | 5                  | медно- никелевый сплав | Софийский Собор в Киеве                                                                                | Аверс 3012-0003 | Реверс 3012-0003 |
| 12 октября 1988  | 3012-0004        | 2 000 000 - Обычное исполнение 325 000 —           | 5                  | медно- никелевый сплав | Памятник «Тысячелетие России» в Новгороде                                                              | Аверс 3012-0004 | Реверс 3012-0004 |
| 2 марта 1989     | 3009-0033        | 3 000 000 - Обычное исполнение 300 000 —           | 1                  | медно- никелевый сплав | 175 лет со дня рождения Т. Г. Шевченко                                                                 | Аверс 3009-0033 | Реверс 3009-0033 |
| 15 марта 1989    | 3009-0034        | 3 000 000 - Обычное исполнение 300 000 —           | 1                  | медно- никелевый сплав | 150 лет со дня рождения М. Мусоргского                                                                 | Аверс 3009-0034 | Реверс 3009-0034 |
| 11 октября 1989  | 3009-0035        | 3 000 000 - Обычное исполнение 300 000 —           | 1                  | медно- никелевый сплав | 175 лет со дня рождения М. Ю. Лермонтова                                                               | Аверс 3009-0035 | Реверс 3009-0035 |
| 17 октября 1989  | 3009-0036        | 2 000 000 - Обычное исполнение 200 000 —           | 1                  | медно- никелевый сплав | 100 лет со дня рождения Хамзы Хаким-заде Ниязи                                                         | Аверс 3009-0036 | Реверс 3009-0036 |
| 26 декабря 1989  | 3009-0037        | 2 000 000 - Обычное исполнение 200 000 —           | 1                  | медно- никелевый сплав | 100 лет со дня смерти М. Эминеску                                                                      | Аверс 3009-0037 | Реверс 3009-0037 |
| 7 декабря 1989   | 3011-0002        | 3 000 000 - Обычное исполнение 300 000 —           | 3                  | медно- никелевый сплав | Годовщина землетрясения в Армении                                                                      | Аверс 3011-0002 | Реверс 3011-0002 |
| 6 июня 1989      | 3012-0005        | 2 000 000 - Обычное исполнение 300 000 —           | 5                  | медно- никелевый сплав | Собор Покрова на Рву (Храм Василия Блаженного)                                                         | Аверс 3012-0005 | Реверс 3012-0005 |
| 13 сентября 1989 | 3012-0006        | 2 000 000 - Обычное исполнение 300 000 —           | 5                  | медно- никелевый сплав | Регистан в г. Самарканд                                                                                | Аверс 3012-0006 | Реверс 3012-0006 |
| 14 ноября 1989   | 3012-0007        | 2 000 000 - Обычное исполнение 300 000 —           | 5                  | медно- никелевый сплав | Благовещенский собор Московского Кремля                                                                | Аверс 3012-0007 | Реверс 3012-0007 |
| 13 сентября 1988 | 3318-0011        | 16 000 — Пруф                                      | 150                | платина                | 1000-летие России: 1000-летие древнерусской литературы: Слово о полку Игореве, 1185 г.                 | Аверс 3318-0011 | Реверс 3318-0011 |
| 31 августа 1989  | 3318-0012        | 16 000 — Пруф                                      | 150                | платина                | 500-летие единого русского государства: Стояние на реке Угре, XV в                                     | Аверс 3318-0012 | Реверс 3318-0012 |
| 13 сентября 1988 | 3415-0001        | 7 000 — Пруф                                       | 25                 | палладий               | 1000-летие России: 1000-летие крещения Руси: Памятник князю Владимиру Святославичу в Киеве, XIX в.     | Аверс 3415-0001 | Реверс 3415-0001 |
| 31 августа 1989  | 3415-0002        | 12 000 — Пруф                                      | 25                 | палладий               | 500-летие единого русского государства: Иван III (1440—1505) — основатель единого Русского государства | Аверс 3415-0002 | Реверс 3415-0002 |
| 29 ноября 1989   | 3415-0003        | 3 000 — Пруф                                       | 25                 | палладий               | Русский балет: Танцующая балерина                                                                      | Аверс 3415-0003 | Реверс 3415-0003 |
| 29 ноября 1989   | 3415-0004        | 27 000 — бриллиант-анциркулейтед                   | 25                 | палладий               | Русский балет: Танцующая балерина                                                                      | Аверс 3415-0004 | Реверс 3415-0004 |
| 13 сентября 1988 | 3111-0001        | 35 000 — Пруф                                      | 3                  | серебро                | 1000-летие России: 1000-летие древнерусского зодчества: Софийский собор, Киев, XI в.                   | Аверс 3111-0001 | Реверс 3111-0001 |
| 13 сентября 1988 | 3111-0002        | 35 000 — Пруф                                      | 3                  | серебро                | 1000-летие России: 1000-летие древнерусской монетной чеканки: Сребреник Владимира, 988 г.              | Аверс 3111-0002 | Реверс 3111-0002 |
| 31 августа 1989  | 3111-0003        | 40 000 — Пруф                                      | 3                  | серебро                | 500-летие единого русского государства: Первые общерусские монеты, XVI в.                              | Аверс 3111-0003 | Реверс 3111-0003 |
| 31 августа 1989  | 3111-0004        | 40 000 — Пруф                                      | 3                  | серебро                | 500-летие единого русского государства: Московский Кремль, XII-XVI вв.                                 | Аверс 3111-0004 | Реверс 3111-0004 |
| 13 сентября 1988 | 3216-0001        | 25 000 — Пруф                                      | 50                 | золото                 | 1000-летие России: 1000-летие древнерусского зодчества: Софийский собор, Великий Новгород, XI в.       | Аверс 3216-0001 | Реверс 3216-0001 |
| 31 августа 1989  | 3216-0002        | 25 000 — Пруф                                      | 50                 | золото                 | 500-летие единого русского государства: Успенский собор, Москва, XV в.                                 | Аверс 3216-0002 | Реверс 3216-0002 |
| 13 сентября 1988 | 3217-0013        | 14 000 — Пруф                                      | 100                | золото                 | 1000-летие России: 1000-летие древнерусской монетной чеканки: Златник Владимира, 988 г.                | Аверс 3217-0013 | Реверс 3217-0013 |
| 31 августа 1989  | 3217-0014        | 14 000 — Пруф                                      | 100                | золото                 | 500-летие единого русского государства: Государственная печать Ивана III, XV в.                        | Аверс 3217-0014 | Реверс 3217-0014 |
| 1980             | 3213-0007        | 1 000 000 — А/Ц                                    | червонец           | золото                 | Инвестиционная монета: Сеятель                                                                         | Аверс 3213-0007 | Реверс 3213-0007 |
| 1980             | 3213-0008        | 100 000 — Пруф                                     | червонец           | золото                 | Инвестиционная монета: Сеятель                                                                         | Аверс 3213-0008 | Реверс 3213-0008 |
| 1981             | 3213-0009        | 1 000 000 — А/Ц                                    | червонец           | золото                 | Инвестиционная монета: Сеятель                                                                         | Аверс 3213-0009 | Реверс 3213-0009 |
| 1982             | 3213-0010        | 1 000 000 — А/Ц                                    | червонец           | золото                 | Инвестиционная монета: Сеятель                                                                         | Аверс 3213-0010 | Реверс 3213-0010 |